# Lygropia
Lygropia is een geslacht van vlinders van de familie van de grasmotten (Crambidae), uit de onderfamilie van de Spilomelinae. De wetenschappelijke naam en de beschrijving van dit geslacht zijn voor het eerst gepubliceerd in 1863 door Julius Lederer.

## Soorten
- L. acastalis (Walker, 1859)
- L. acosmialis (Mabille, 1879)
- L. amplificata (Warren, 1896)
- L. anaemicalis Hampson, 1912
- L. arenacea Hampson, 1898
- L. atrinervalis Hampson, 1910
- L. aureomarginalis (Gaede, 1916)
- L. bicincta Hampson, 1912
- L. bilinealis (Walker, 1865)
- L. cernalis (Guenée, 1854)
- L. chrysozonalis Hampson, 1912
- L. cosmia Dyar, 1914
- L. cosmophilopis Meyrick, 1934
- L. disarche Dyar, 1914
- L. distorta (Moore, 1885)
- L. erythrobathrum Dyar, 1914
- L. euryclealis (Walker, 1859)
- L. falsalis Dyar, 1918
- L. flavicaput (Warren, 1895)
- L. flavinotalis Hampson, 1912
- L. flavivialis Hampson, 1912
- L. flavofuscalis (Snellen, 1887)
- L. fusalis Hampson, 1904
- L. glaphyra Dyar, 1914
- L. haroldi Dyar, 1914
- L. holoxanthalis Holland, 1900
- L. hyalostictalis Hampson, 1912
- L. hypoleucalis Hampson, 1912
- L. imparalis (Walker, 1865)
- L. joashiria Schaus, 1940
- L. joelalis Schaus, 1940
- L. leucocepsalis Hampson, 1912
- L. leucophanalis (Mabille, 1900)
- L. leucostolalis Hampson, 1918
- L. madagascariensis Kemal & Koçak, 2020
- L. melanoperalis Hampson, 1912
- L. memmialis (Walker, 1859)
- L. murinalis Schaus, 1912
- L. nigricornis Hampson, 1898
- L. ochrotalis Hampson, 1912
- L. orthotoma Meyrick, 1933
- L. phaeocraspia Hampson, 1912
- L. phaeoneuralis Hampson, 1912
- L. phaeoxantha Meyrick, 1933
- L. plumbicostalis (Grote, 1871)
- L. pogonodes Hampson, 1912
- L. poltisalis (Walker, 1859)
- L. polytesalis (Walker, 1859)
- L. rheumatica Meyrick, 1936
- L. rivulalis Hampson, 1898
- L. rotundalis (C. Felder, R. Felder & Rogenhofer, 1875)
- L. shevaroyalis Hampson, 1908
- L. silacealis (Amsel, 1956)
- L. straminea Hampson, 1912
- L. sumatralis Swinhoe, 1916
- L. szentivanyi (Munroe, 1968)
- L. tetraspilalis Hampson, 1912
- L. tripunctata (Fabricius, 1794)
- L. unicoloralis (Guenée, 1854)
- L. vinanyalis Viette, 1958
- L. xanthozonalis (Hampson, 1895)
- L. yerburyi (Butler, 1886)